# Michael J. Behe

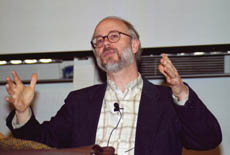
Michael J. Behe

Michael J. Behe (* 18. Januar 1952 in Altoona, Pennsylvania) ist ein US-amerikanischer Biochemiker. Er ist Professor für Biochemie an der Lehigh University in Bethlehem, Pennsylvania und einer der bekannteren Vertreter des Intelligent Design.

## Werdegang
Behe studierte Chemie an der Drexel University in Philadelphia, wo er 1974 mit einem Bachelor of Science abschloss. 1978 wurde er an der University of Pennsylvania in Biochemie mit einer Forschungsarbeit über Sichelzellenanämie promoviert. Von 1978 bis 1982 arbeitete er an den National Institutes of Health über die Struktur der DNA. Von 1982 bis 1985 war er Assistenzprofessor für Chemie am Queens College in New York City und lernte dort seine Frau kennen. Seit 1985 ist er Professor für Biochemie an der Lehigh University.

## Auseinandersetzung um nichtreduzierbare Komplexität und Intelligent Design
Behe akzeptierte anfangs die wissenschaftliche Evolutionstheorie voll und ganz. Nachdem er Michael Dentons Buch Evolution: A Theory In Crisis gelesen hatte, begann er die Evolution in Frage zu stellen. Später entwickelte er die Überzeugung, dass es auf biochemischer Ebene Hinweise für die Existenz nichtreduzierbar komplexer Systeme gebe. Diese können, wie er glaubt, nicht, wie die Darwinsche Evolutionstheorie aussagt, durch natürliche Auslese entstanden sein, und müssen daher von einem intelligenten Konstrukteur (engl.: designer) entworfen worden sein. Dies hält er für die einzige mögliche alternative Erklärung für derartige komplexe Strukturen.
1996 veröffentlichte Behe seine Überlegungen in dem Buch Darwin's Black Box, das auf lebhaftes öffentliches Interesse stieß, aber von vielen in der wissenschaftlichen Gemeinschaft mit harscher Kritik beantwortet wurde. Behe wendet darin die Argumentationsweise des Intelligent Design auf eine Reihe biochemischer Systeme an, gegenüber ihrer im 18. Jahrhundert von William Paley vertretenen klassischen Formulierung erweitert Behe sie aber um das Konzept der nichtreduzierbaren Komplexität (irreducible complexity). Zu den von Behe diskutierten Systemen zählen u. a. die Blutgerinnung und das Immunsystem des menschlichen Organismus, sowie das Flagellum, mit dem Bakterien sich fortbewegen.
Erweitert wurde Behes Hypothese von dem Mathematiker William A. Dembski durch den Begriff der spezifizierten Komplexität (specified complexity). Sowohl der Begriff der nichtreduzierbaren Komplexität als auch der spezifizierten Komplexität werden in der von Behe und Dembski vertretenen Form außerhalb der Intelligent-Design-Bewegung als unwissenschaftlich abgelehnt.
Im Gegensatz zu einigen anderen Kritikern der Evolutionstheorie akzeptiert Behe sowohl die gemeinsame Abstammung der Arten einschließlich des Menschen, als auch die allgemein vertretene wissenschaftliche Auffassung über das Alter der Erde und des Weltalls.

## Aussage im Dover-Trial
Behe sagte 2005 im Prozess "Kitzmiller v. Dover Area School District" als Sachverständiger zugunsten der Verteidigung aus. Seine Aussage erwies sich für die Verteidigung als desaströs. Im Kreuzverhör musste er eingestehen, dass es keinen anerkannten Wissenschaftler gäbe, der Intelligent Design vertrete.

„Q. And, in fact, there are no peer reviewed articles by anyone advocating for intelligent design supported by pertinent experiments or calculations which provide detailed rigorous accounts of how intelligent design of any biological system occurred, is that correct?“

„A. That is correct, yes.“

Weiterhin musste er zugeben, dass die Definition der 'Theorie' im Zusammenhang mit Intelligent Design so vage sei, dass nach dieser auch Astrologie als wissenschaftliche Theorie durchgehen würde.
Behes Auftritt vor Gericht findet auch Erwähnung in Richard Dawkins’ Bestseller Der Gotteswahn.

## Kritik
Die Kollegen von Behe am Department of Biological Sciences der Lehigh University distanzierten sich geschlossen von Behes Ansichten.

## Publikationen
- Darwin's Black Box: Biochemical Challenge to Evolution. New York: Free Press, 1996. ISBN 0-684-82754-9
- Darwins Black Box. Gräfelfing: Resch, 2007. ISBN 3-935-19754-3
- The Edge of Evolution, New York: Free Press, 2007. ISBN 0-743-29620-6
- Science and Evidence for Design in the Universe, (Proceedings of the Wethersfield Institute) ISBN 0-89870-809-5

## Videos
- Intelligent Design: From the Big Bang to Irreducible Complexity
- Unlocking the Mystery of Life – in der Internet Movie Database (deutsch: Dem Geheimnis des Lebens nahe)
- Irreducible Complexity: The Biochemical Challenge to Darwinian Theory
- Where Does the Evidence Lead?